# Itami, Hyōgo
Itami (伊丹市 Itami-shi) là một thành phố thuộc tỉnh Hyōgo, Nhật Bản.